# 榻上策
榻上策是魯肅在建安五年（200年）時，與孫權合榻對飲時，對孫權提出了與張紘之江都對（192年），及諸葛亮之隆中對（發生於207年冬至208年春）相似的治國對策。由於其是在榻（一種狹長而較矮的床形坐具）上進行的對話，因此得名。
孫權即位之初，本欲沿襲兄長孫策之政策通過匡扶漢室成就齊桓晋文之業，但周瑜卻認為孫權親賢重士，日後能成就帝業，遂將與他有相同想法的魯肅推薦給孫權，孫權見到魯肅後，对魯肅説：“今漢室傾危，四方雲擾，孤承父兄餘業，思有桓文之功。君既惠顧，何以佐之？”肅對曰：“昔高帝區區欲尊事義帝而不獲者，以項羽為害也。今之曹操，猶昔項羽，將軍何由得為桓文乎？肅竊料之，漢室不可復興，曹操不可卒除。為將軍計，惟有鼎足江東，以觀天下之釁。規模如此，亦自無嫌。何者？北方誠多務也。因其多務，剿除黃祖，進伐劉錶，竟長江所極，據而有之，然後建號帝王以圖天下，此高帝之業也。”孫權説：“今盡力—方，冀以輔漢耳，此言非所及也。”張昭非肅謙下不足，頗訾毀之，雲肅年少粗疏，未可用。極不以介意，益貴重之，賜肅母衣服幃帳，居處雜物，富擬其舊。」。
與江都對相比，魯肅提出的目標進一步升級，即從效仿晋文公、齊桓公通過匡扶王室來提升自身實力，到直接效仿漢高祖建號帝王以圖天下。與隆中對類似，該對話後來也成為東吳的治國方針。在此對話中的同時，曹操正和袁紹進行官渡之戰，勝敗未分，而魯肅卻能在當時就看出北方的敵人將只會有曹操，之後依其計略，雖然在建安十三年（208年），孫權第三次西伐黃祖（荊州牧劉表之部下，同時也是江夏太守）時，消滅了黃祖，然而孫權決定退出夏口，因此劉表的長子劉琦仍能到達夏口出任太守。之後，劉表病重身亡，他的兒子和繼承人劉琮投降曹操。故東吳在企圖攻佔荊州，據有全長江流域之前，曹操就搶先南下進攻佔有荊州，進而據有在長江上游的江陵。此时吴諸大臣都认为应该投降曹操，唯独周瑜和鲁肃认为不可，主張聯合不久之前投靠劉表的劉備，抵抗南下的曹操，即是榻上策的延续。在赤壁之戰的勝利之後，周瑜病逝，魯肅繼任其職，考慮到曹操方面的勢力仍然很大，於是建議讓劉備督導荊州，等於多樹曹操之敵。終其魯肅在世之時，他一直努力維持孫劉兩家聯合抗曹，聯劉抗曹是當時東吳的治國方針。